# Мосса
Мосса (итал. Mossa) — коммуна в Италии, располагается в регионе Фриули-Венеция-Джулия, в провинции Гориция.
Население составляет 1708 человек (2008 г.), плотность населения составляет 280 чел./км². Занимает площадь 6 км². Почтовый индекс — 34070. Телефонный код — 0481.
Покровителем коммуны почитается святой апостол Андрей, празднование 30 ноября.

## Демография
Динамика населения:

## Администрация коммуны
- Официальный сайт: http://www.comune.mossa.go.it/